# 中居英太郎
中居 英太郎（なかい えいたろう、1917年（大正6年）9月27日 - 2007年（平成19年）1月2日）は、政治家。元日本社会党衆議院議員。岩手県宮古市出身。

## 来歴
1935年、岩手県立盛岡中学校（現・岩手県立盛岡第一高等学校）卒。早稲田大学に入るが中退する。中退後は帰郷し、家業の(株)中居製材所を継ぎ、社長となる。戦後、日本社会党に入党し、1947年、岩手県議会議員に当選し、2期務める。その後、石川金次郎の後継として1953年の衆議院議員選挙に当時の岩手1区から右派社会党公認で出馬し初当選。2期務めた後に民主社会党に参加し、1970年から1974年、1989年から1993年まで通算2期、地元の宮古市長を務めた。1992年、勲三等瑞宝章受章。
2007年1月2日午後1時半、脳梗塞のため埼玉県越谷市の病院で死去。89歳。叙従五位。